# Souvenir de Hapsal
Souvenir de Hapsal, Op. 2, är en svit bestående av tre pianostycken av Pjotr Tjajkovskij. Det var hans första cykel av pianostycken och komponerades sommaren 1867.
Den består av tre pianostycken:
- Ruines d'un château, E-moll
- Scherzo, F-dur
- Chant sans paroles, F-dur

Scherzo framfördes för första gången av Nikolaj Rubinstein den 27 februari 1868.

## Historia
Souvenir de Hapsal skrevs i Hapsal, under en vistelse där tillsammans med två av Tjajkovskijs bröder.
Enligt uppgifter var den tillägnad Vera Davydova.